# 17 (число)
17 (семнадцать) — натуральное число, расположенное между числами 16 и 18. Седьмое простое число.

## Математика
- Седьмое простое число ↓13, ↑19 .
- Второе обычное и третье простое число Ферма:

{\displaystyle F_{2}=2^{2^{2}}+1=2^{4}+1}
- 217 = 131072.
- Число групп плоских симметрий[1].
- 17 = 23 + 32 — второе число Лейланда[2] ↓8, ↑32 .
- 17 = 34 — 43 — второе число Лейланда второго вида.
- Сумма первых четырёх простых чисел: 17 = 2 + 3 + 5 + 7.
- Первое число, являющееся суммой четвёртых степеней различных чисел: {\displaystyle 17=1^{4}+2^{4}};
- Самое большое из чисел, иррациональность квадратного корня которого ({\displaystyle {\sqrt {17}}}) доказал Феодор Киренский;
- {\displaystyle {\sqrt {17}}} — гипотенуза наибольшого треугольника в спирали Феодора без самопересечений;
- 17 — нечётное двухзначное число.
- Сумма цифр этого числа — 8.
- Произведение цифр этого числа — 7.
- Квадрат числа 17 — 289.
- Куб числа 17 — 4913. Число 17 равно сумме цифр его куба.
- Правильный семнадцатиугольник можно построить при помощи циркуля и линейки, что было доказано Гауссом в 1796 году. Гаусс был настолько воодушевлён своим открытием, что в конце жизни завещал, чтобы правильный семнадцатиугольник высекли на его могиле.
- Любое множество из 17 точек на плоскости в общем положении имеет подмножество из шести точек, которые являются вершинами выпуклого шестиугольника.
- Злое число.
- Недостаточное число.
- Простое число Чена.

## Наука
- 17 — атомный номер хлора.
- У некоторые видов североамериканских цикад продолжительность жизненного цикла составляет 17 лет (также встречается и 13-летний цикл). По одной из гипотез, «выбор» цикадами простого числа лет затрудняет синхронизацию с жизненными циклами хищников.

## Искусство
- Классическая форма японского хайку состоит из 17 слогов, составляющих один столбец иероглифов[3].
- Количество башен Коломенского Кремля.
- «Номер семнадцать» — детективный кинотриллер Альфреда Хичкока 1932 года.
- Семнадцать — пароль входа на вражескую военную базу в фильме «Тайна двух океанов».
- «Семнадцать мгновений весны» — многосерийный телефильм Татьяны Лиозновой.
- «Папе снова 17» — американская кинокомедия.
- Действие игр Half-Life 2 и Half-Life 2: Episode One происходит в городе Сити 17, кроме того, это число встречается в названии нескольких уровней: «Шоссе 17», «Выход 17».
- Легенда № 17 — российский полнометражный художественный фильм о восхождении к славе советского хоккеиста Валерия Харламова.
- 17 — дебютный студийный альбом американского рэпера XXXTentacion, выпущенный 25 августа 2017 года лейблами звукозаписи Bad Vibes Forever и Empire Distribution.
- 17 — третий сборник лучших хитов пуэрто-риканского певца Рики Мартина, в который вошли семнадцать самых успешных песен за семнадцатилетнюю на тот момент карьеру певца.

## В других областях
- 1917 год, 2017 год; XVII век до н. э., XVII век.
- Число 17 по месяцам: 17 января | 17 февраля | 17 марта | 17 апреля | 17 мая | 17 июня | 17 июля | 17 августа | 17 сентября | 17 октября | 17 ноября | 17 декабря.
- ASCII-код управляющего символа DC1 (device control 1).
- 17 — код субъекта Российской Федерации Республики Тыва.
- Число 17 в Италии считается несчастливым. Предположительно страх перед этим числом идёт из Древнего Рима. На могилах римлян часто было написано VIXI («я жил»), как часть эпитафии. Это могло интерпретироваться и как римские цифры (VI = 6, XI = 11, VIXI = 6 + 11 = 17) или анаграмма числа XVII.
- Номер 17 в сборной России и хоккейном клубе ЦСКА навечно закреплён за Валерием Харламовым (лишь однажды этот номер доверили его сыну Александру).
- «Семнадцать» — песня группы «Пропаганда».
- «Где твои 17 лет? На Большом Каретном» — строка из песни Владимира Высоцкого «Большой Каретный».
- Во многих пассажирских самолётах марки Boeing и Airbus отсутствует ряд кресел № 17.
- На XVII съезде ВКП(б) партия большевиков стала считать себя победителем среди оппозиций.
- Менделеев был 17-м и последним ребёнком в семье.
- Минимальное число подсказок в судоку[4].
- Ровно 17 из 16!/2 = 10 461 394 944 000 разрешимых конфигураций головоломки «Игра в 15» требуют для решения 80 ходов, то есть не могут быть решены менее чем за 80 движений отдельных плиток. Все остальные решаемые конфигурации «пятнашек» могут быть решены менее чем за 80 ходов[5][6].
- В библиотечных книгах на странице 17 ставится печать библиотеки. Это не является универсальным правилом, но в некоторых библиотеках действительно существует традиция ставить штамп на 17-й странице. Это может показаться странным, но у этого есть исторически-бюрократические корни. Если кто-то захочет украсть книгу и заменить её на идентичную без штампа, то он может подделать штампы на форзаце. А вот про штамп на 17-й странице можно не знать. Поэтому: Печать на «глубокой» странице книги — способ «скрытого» опознания экземпляра. Это правило можно встретить в библиотеках стран бывшего СССР, особенно в школьных и вузовских библиотеках. В зарубежных библиотеках такой практики нет[7][8][9].